# Holden Heights
Holden Heights és una concentració de població designada pel cens dels Estats Units a l'estat de Florida. Segons el cens del 2000 tenia 3.856 habitants.

## Demografia
Segons el cens del 2000, Holden Heights tenia 3.856 habitants, 1.391 habitatges, i 950 famílies. La densitat de població era de 1.172,3 habitants/km².
Dels 1.391 habitatges en un 26,8% hi vivien nens de menys de 18 anys, en un 49,7% hi vivien parelles casades, en un 12,9% dones solteres, i en un 31,7% no eren unitats familiars. En el 20,9% dels habitatges hi vivien persones soles el 6,1% de les quals corresponia a persones de 65 anys o més que vivien soles. El nombre mitjà de persones vivint en cada habitatge era de 2,55 i el nombre mitjà de persones que vivien en cada família era de 2,91.
Per edats la població es repartia de la següent manera: un 19,7% tenia menys de 18 anys, un 6,5% entre 18 i 24, un 31,8% entre 25 i 44, un 24% de 45 a 60 i un 18% 65 anys o més.
L'edat mediana era de 40 anys. Per cada 100 dones de 18 o més anys hi havia 99,8 homes.
La renda mediana per habitatge era de 46.950 $ i la renda mediana per família de 48.693 $. Els homes tenien una renda mediana de 30.731 $ mentre que les dones 28.707 $. La renda per capita de la població era de 20.761 $. Entorn del 12,6% de les famílies i el 16,6% de la població estaven per davall del llindar de pobresa.

## Poblacions més properes
El següent diagrama mostra les poblacions més properes.